# Liste des chefs de l'État slovène
Cet article liste les chefs d’État slovènes. Celui-ci a porté différent titre :
- quand la Slovénie était un État fédéré de la Yougoslavie communiste :
  - 1945-1953 : président du Présidium de l'Assemblée populaire de la république populaire de Slovénie.
  - 1953-1974 : président de l'Assemblée populaire de la république populaire, puis socialiste, de Slovénie.
  - 1974-1991 : président de la Présidence de la république socialiste de Slovénie.
- depuis l'indépendance en 1991 : président de la république de Slovénie.

## République socialiste de Slovénie (1945-1991)

### Liste des titulaires
| Nom                | Début de mandat | Fin de mandat | Fonction                                        |
| ------------------ | --------------- | ------------- | ----------------------------------------------- |
| Josip Vidmar       | 1945            | 1953          | Président du Présidium de l'Assemblée populaire |
| Miha Marinko       | 1953            | 1962          | Président de l'Assemblée populaire              |
| Vida Tomšič        | 1962            | 1963          |                                                 |
| Viktor Avbelj      | 1963            | 1965          |                                                 |
| Ivan Maček         | 1965            | 1967          |                                                 |
| Sergej Kraigher    | 1967            | 1973          |                                                 |
| Tone Kropušek      | 1973            | 1974          |                                                 |
| Marjan Brecelj     | 1974            | 1974          |                                                 |
| Sergej Kraigher    | 1974            | 1979          | Président de la Présidence slovène              |
| Viktor Avbelj-Rudi | 1979            | 1982          |                                                 |
| France Popit       | 1982            | 1988          |                                                 |
| Janez Stanovnik    | 1988            | 1990          |                                                 |
| Milan Kučan        | 1990            | 1991          |                                                 |

## République de Slovénie (1991-)

### Liste des titulaires
| N° | Portrait         | Nom               | Élection       | Mandat           | Mandat           | Parti        |
| N° | Portrait         | Nom               | Élection       | Début            | Fin              | Parti        |
| -- | ---------------- | ----------------- | -------------- | ---------------- | ---------------- | ------------ |
| 1  |                  | Milan Kučan       | 1990 1992 1997 | 25 juin 1991     | 22 décembre 1992 | SD           |
| 1  | 22 décembre 1992 | Milan Kučan       | 1990 1992 1997 | 22 décembre 2002 |                  | SD           |
| 2  |                  | Janez Drnovšek    | 2002           | 22 décembre 2002 | 22 décembre 2007 | LDS          |
| 3  |                  | Danilo Türk       | 2007           | 22 décembre 2007 | 22 décembre 2012 | Indépendant  |
| 4  |                  | Borut Pahor       | 2012 2017      | 22 décembre 2012 | 22 décembre 2022 | SD           |
| 5  |                  | Nataša Pirc Musar | 2022           | 22 décembre 2022 | En fonction      | Indépendante |